# 伍爾斯托克 (愛荷華州)
伍爾斯托克（英語：Woolstock）是美国艾奥瓦州赖特县下轄的一个城市。2010年人口统计为168人。